# Campoplex jaeckhi
Campoplex jaeckhi là một loài tò vò trong họ Ichneumonidae.